# Синтон (Тексас)
Синтон (енгл. Sinton) град је у америчкој савезној држави Тексас. По попису становништва из 2010. у њему је живело 5.665 становника.

## Демографија
Према попису становништва из 2010. у граду је живело 5.665 становника, што је 11 (0,2%) становника мање него 2000. године.
| Група             | 2000.         | 2010.         |
| Белци             | 1.417 (25,0%) | 1.441 (25,4%) |
| Афроамериканци    | 206 (3,6%)    | 137 (2,4%)    |
| Азијати           | 2 (0,0%)      | 27 (0,5%)     |
| Хиспаноамериканци | 4.032 (71,0%) | 4.058 (71,6%) |
| Укупно            | 5.676         | 5.665         |